# Enchenopa sericea
Enchenopa sericea är en insektsart som beskrevs av Walker. Enchenopa sericea ingår i släktet Enchenopa och familjen hornstritar. Inga underarter finns listade i Catalogue of Life.